# Karbonil-szulfid
A karbonil-szulfid vagy szén-oxid-szulfid egy kémiai vegyület, a szén-dioxid monotioszármazékának (egy kénatomot tartalmazó származékának) tekinthető. A képlete COS. Az oxid-szulfidok közé tartozik. (Oxid-szulfidoknak nevezik azokat a vegyületeket, amelyben egy központi atomhoz nem csak kénligandumok, hanem oxigénligandumok is kapcsolódnak.) Jellegzetes szagú gáz. Lineáris molekulákat alkot. Vízben oldható. A vegyületet Than Károly magyar kémikus fedezte fel 1867-ben (ő a 'szénélegkéneg' néven tartotta számon).

## Kémiai tulajdonságai
A karbonil-szulfid meggyújtható, égésekor szén-dioxid és kén-dioxid képződik.  Könnyen bomlik szén-dioxidra és szén-diszulfidra a következő egyenlet szerint:
{\displaystyle \mathrm {2\ COS\rightarrow CO_{2}+CS_{2}} }
Vizes oldata hidrolizál, a hidrolízis során szén-dioxid és kén-hidrogén képződik. Lúgok hatására bomlik, a reakcióban karbonátok és szulfidok képződnek.
{\displaystyle \mathrm {COS+4\ KOH\rightarrow K_{2}CO_{3}+K_{2}S+2\ H_{2}O} }

## Előfordulása
A karbonil-szulfid a természetben megtalálható egyes ásványvizekben oldott állapotban, például a parádi és a harkányi ásványvizekben.  A vegyület hidrolízisekor képződő szén-dioxid és kén-hidrogén adja ezeknek az ásványvizeknek a jellegzetes ízét.
Kimutatták a Vénusz légkörében is. Egyes elméletek szerint a jelenléte a bolygó légkörében ott élő mikroorganizmusokkal magyarázható.

## Előállítása
Karbonil-szulfid képződik szén-monoxidból és kéngőzökből magas hőmérsékleten.
{\displaystyle \mathrm {S+CO\rightarrow COS} }
Laboratóriumban előállítható kálium-tiocianátból kénsavval. Az így nyert gáz melléktermékeket tartalmaz, ezért tisztítást igényel.
{\displaystyle \mathrm {KSCN+H_{2}SO_{4}+H_{2}O\longrightarrow KHSO_{4}+NH_{4}HSO_{4}+COS} }